# 18128 Wysner
18128 Wysner este un asteroid din centura principală de asteroizi.

## Descriere
18128 Wysner este un asteroid din centura principală de asteroizi. A fost descoperit pe 24 iulie 2000 la Socorro, New Mexico, în cadrul proiectului LINEAR. Asteroidul prezintă o orbită caracterizată de o semiaxă mare de 2,27 ua, o excentricitate de 0,12 și o înclinație de 5,5° în raport cu ecliptica.